# Franciszek Pajerski (1891–1931)
Franciszek Pajerski (ur. 21 października 1891 w Nowym Targu, zm. 4 września 1931 w Warszawie) – polski prawnik, urzędnik ministerialny, działacz społeczny, publicysta.

## Życiorys
Urodził się 21 października 1891 w Nowym Targu w rodzinie góralskiej Piotra i Marianny z Rajskich.
Ukończył Akademię Eksportu w Wiedniu uzyskując tytuł doktora praw. Po odzyskaniu przez Polskę niepodległości został przyjęty do Wojska Polskiego. Został awansowany do stopnia podporucznika rezerwy piechoty ze starszeństwem z 1 czerwca 1919. W 1923, 1924, jako oficer rezerwowy był przydzielony do 1 Pułku Strzelców Podhalańskich w garnizonie Nowy Sącz. Został urzędnikiem służby państwowej II Rzeczypospolitej. Powołany na stanowisko radcy w Ministerstwie Pracy i Opieki Społecznej.
Był aktywnym działaczem Związku Podhalan, sekretarzem ogniska warszawskiego ZP, członkiem Towarzystwa Przyjaciół Bukowiny, w którym pełnił funkcję II sekretarza. Złożył akces do powołanego w 1925 Komitetu Witkiewiczowskiego.
Publikował w „Ilustrowanym Kuryerze Codziennym”, „Gazecie Robotniczej”. W 1928 w stacji warszawskiej Polskiego Radia wygłosił odczyt nt. Bajek Sabały.
Zmarł 4 września 1931 w Warszawie po opóźnionej operacji wskutek zapalenia wyrostka robaczkowego. Został pochowany na cmentarzu przy kościele św. Anny w Nowym Targu.
Jego bratem był Jakub Pajerski, oficer Wojska Polskiego.

## Ordery i odznaczenia
- Srebrny Krzyż Zasługi (15 lutego 1930)[16]